# Famille de Froment
Pour les articles homonymes, voir Familles de Froment (homonymie).
La famille de Froment est une famille subsistante de la noblesse française, originaire de la province de la Marche.
Sans principe de noblesse mais portant des qualifications nobles au XVIIIe siècle, elle a obtenu un titre de baron héréditaire sans anoblissement joint par lettres patentes du 4 novembre 1815 avec règlement d'armoiries.
Cette famille compte parmi ses membres des officiers dont des généraux mais aussi des hommes politiques.

## Histoire
Albert Révérend écrit que la filiation de cette famille s'établit depuis Léonet de Froment, seigneur de Saillant, marié à Vic par contrat du 3 août 1557, à Françoise de Pompadour, fille du seigneur de Châteauboucher et d'Anne de Montbrun. Il indique également que François-Marie de Froment, lieutenant-colonel, a obtenu un titre de baron héréditaire par lettres patentes du 4 novembre 1815 avec règlement d'armoiries.
Gustave Chaix d'Est-Ange écrit : « Noble Louis de Froment, écuyer, épousa Jeanne de Malleret en 1576. Saint-Allais, dont le travail ne doit être accepté qu'avec la plus grande réserve, fait de ce personnage, contre toute vraisemblance, un fils, en tout cas puîné, d'un nommé Léonet de Froment, écuyer, seigneur du Saillant, marié en 1557. Il lui attribue pour fils Antoine de Froment, écuyer, seigneur de Puilata, marié à Anne Périgault, pour petit-fils, Jean de Froment, écuyer, de la ville d'Evahon, marié en 1638 à Jeanne Doridier, lieutenant général au pays de Combrailles en 1664, qui aurait été maintenu dans sa noblesse, le 15 janvier 1647, par arrêt du Grand Conseil, (...). On ne voit pas que la famille de Froment ait fait reconnaître sa noblesse par jugement lors des diverses recherches ordonnées par Louis XIV. Deux de ses représentants, passés sous silence par Saint-Allais, Jean Froment l'aîné et Jean Froment le jeune, firent enregistrer leur blason à l'Armorial général de 1696 (registre de Limoges) d'azur à un chevron d'or accompagné de trois épis de blé de même ; ils figurent dans ce recueil sans aucune qualification nobiliaire. Bénigne de Froment, était vers 1680 procureur au bailliage d'Evaux. On ne voit pas que la famille de Froment ait été représentée en 1789 aux assemblées de la noblesse de la Marche. Il n'en est pas moins incontestable que ses membres figurent avec les qualifications nobiliaires dans la plupart des actes du XVIIIe siècle ».
Régis Valette dans Catalogue de la noblesse française écrit que cette famille est originaire de la province de la Marche avec un titre de baron obtenu en 1815. (sans noblesse attachée).
La famille de Froment fait partie de l'Association d'entraide de la noblesse française depuis l'année 2012.

## Personnalités
- Fiacre de Froment, seigneur de Champdumont, capitaine en 1734, mort à Longwy (Meuthe-et-Moselle), en 1748.
- François-Marie de Froment, lieutenant-colonel en 1791, chevalier de Saint-Louis. Il reçut le titre héréditaire de baron par lettres patentes du 4 novembre 1815[5].
- Jean-Baptiste-Alexandre de Froment, garde du corps du roi en 1814, chevalier de la Légion d'honneur.
- Maurice de Froment (1875-1916), sergent au 55e de ligne, mort pour la France le 4 octobre 1916 lors du torpillage du Gallia par un sous-marin allemand, au large de la Sardaigne.
- Guy de Froment, (1880-1915), promo Saint-Cyr (Centenaire de la Légion d'honneur - 1901-1903), capitaine au 90e régiment d'infanterie, mort pour la France le 9 mai 1915, au combat de Loos-en-Gohelle, (Pas-de-Calais). Chevalier de la Légion d'honneur. Croix de guerre.
- Pierre de Froment (1913-2006), promo Saint-Cyr (Tafilalet - 1931-1933), général de division, ancien résistant déporté au Camp de Mauthausen, Grand officier de la Légion d'honneur.
- Louis de Froment (1921-1994), chef d'orchestre. Premier prix de direction d'orchestres au CNSM de Paris en 1948. On lui doit de nombreux enregistrements de qualité.
- François de Froment (1912-2008), Saint-Cyrien (Tafilalet - 1931-1933), général de brigade (Cavalerie), officier de la Légion d'honneur, commandeur de l'Ordre National du Mérite.
- Bernard de Froment (1952), Énarque, député de la Creuse (1993-1997), président du Conseil général de la Creuse (1994-1998), conseiller d'État.
- Jean-Baptiste de Froment (1977), École normale supérieure, agrégé de philosophie, ancien conseiller à la présidence de la République, maître des requêtes au Conseil d'État, conseiller de Paris.

## Armes, titre
Les armes de la famille de Froment se blasonnent ainsi : D'azur à un chevron d'or accompagné de trois épis de blé de même.
Titre : baron (1815)

## Alliances
Les principales alliances de la famille de Froment sont, : de Luchapt (1681), Legriel (1732), Alarose (1773), de Rogier (1801), Viard de Fontpeaux, Augier de Chezaud, Le Cler du Rivaud, Fayolle de Corus de Chapt, Loursé de Larne, Peyre, Meilheurat des Petiots, Garnier des Bruières, Garnier des Garets, Le Clerc du Clos (1832), Aladasne de Paraize, Bourdillon, de Palierne de Chassenay (1838), de Villedieu de Saint-Paul, Sermage (1858), Humery de La Boissière (1864), Gandoulf (1869), Morel de Villiers, de Laire, Delacour, Roy de La Chaise, Gaultier de Claubry, Luscas (1872), Porel de Morvan (1877), Roy-Moreau, de Vallois (1900), de Roquecave (1905), Richard de Soultrait (1909), de Vassa (1911), de Brive, Deydier de Pierrefeu, de Vassal-Cadillac, d'André, Barbara de Labelotterie de Boisséson, de Blois de La Calande, Cellard du Sordet, Costé de Bagneaux, de Damas, Dupuy de La Grand'Rive, Ernault de Moulins, Gazet du Chatelier, Henry-Mamou, du Merle, Passemard de Saint-André, de Perier, de Pins, de Rotalier, Sahut d'Izarn, du Sordet, de Verdelon, de Mesmay.